# دونكان هارفي
دونكان هارفي (بالإنجليزية: Duncan Harvey)‏ هو متزلج جماعي أسترالي، ولد في 12 مارس 1981 في مونت غامبير في أستراليا.

## وصلات خارجية
- دونكان هارفي على موقع الاتحاد الدولي لألعاب القوى (الإنجليزية)
- دونكان هارفي على موقع النتائج التاريخية لألعاب القوى الأسترالية (الإنجليزية)
- دونكان هارفي على موقع IBSF (الإنجليزية)
- دونكان هارفي على موقع أوليمبيديا (الإنجليزية)
- دونكان هارفي على موقع اللجنة الأولمبية الأسترالية (الإنجليزية)